# 807 Сераскія
807 Сераскія (807 Ceraskia) — астероїд головного поясу, відкритий 18 квітня 1915 року.
Тіссеранів параметр щодо Юпітера — 3,215.

## Дивись також
- Список астероїдів (801-900)